# Poa major
Poa major är en gräsart som beskrevs av Da Fang Cui. Poa major ingår i släktet gröen, och familjen gräs. Inga underarter finns listade i Catalogue of Life.